# (5457) Queen’s
(5457) Queen’s – planetoida z pasa głównego asteroid okrążająca Słońce w ciągu 5 lat i 141 dni w średniej odległości 3,07 j.a. Została odkryta 9 października 1980 roku przez Carolyn Shoemaker w Obserwatorium Palomar. Nazwa planetoidy pochodzi od Queen’s University w Kingston w prowincji Ontario. Przed nadaniem nazwy planetoida nosiła oznaczenie tymczasowe (5457) 1980 TW5.